# Graptemys pearlensis
 Graptemys pearlensis — вид черепах з роду горбата черепаха родини прісноводні черепахи.

## Розповсюдження
Мешкає у гирлі р. Перл у штатах Луїзіана й Міссісіпі (США).

## Опис
Самиці завдовжки до 29,5 см і є більшими за самців, які сягають 12 см. Панцир оливково-коричневого забарвлення з кілем чорного або темно-коричневого кольору та узорами на шипах. Граничні лусочки обведені жовтою смугою. Пластрон плоский. Голова і ноги бурі або оливкові з яскраво-жовтими до жовтувато-зеленими смугами. На голові велика пляма між очима, що пов'язана з двома великими плямами позаду очей і, як правило, закінчується на носі у формі тризуба.